# Mask
Az 1981-es Mask a Bauhaus második nagylemeze. A borítón látható rajz Daniel Ash műve.
Az albumon a Bauhaus kibővítette zenei stílusát, különösképp a billentyűk és akusztikus gitár használatával (The Passion of Lovers), valamint a funk elemeinek felhasználásával (Kick in the Eye, In Fear of Fear). A Kick in the Eye a 29. helyig jutott a U.S. Club Play Singles listán.
Az album szerepel az 1001 lemez, amit hallanod kell, mielőtt meghalsz című könyvben.

## Az album dalai
|     | Cím                         | Szerző(k) | Hossz |
| --- | --------------------------- | --------- | ----- |
| 1.  | Hair of the Dog             | Bauhaus   | 2:43  |
| 2.  | The Passion of Lovers       | Bauhaus   | 3:53  |
| 3.  | Of Lillies and Remains      | Bauhaus   | 3:18  |
| 4.  | Dancing                     | Bauhaus   | 2:29  |
| 5.  | Hollow Hils                 | Bauhaus   | 4:47  |
| 6.  | Kick in the Eye             | Bauhaus   | 3:39  |
| 7.  | In Fear of Fear             | Bauhaus   | 2:58  |
| 8.  | Muscle in Plastic           | Bauhaus   | 2:51  |
| 9.  | The Man With the X-Ray Eyes | Bauhaus   | 3:05  |
| 10. | Mask                        | Bauhaus   | 4:36  |

## Közreműködők
- Peter Murphy – ének, gitár
- Daniel Ash – gitár, szaxofon
- David J – basszusgitár, ének
- Kevin Haskins – dob

## Fordítás
Ez a szócikk részben vagy egészben a Mask (Bauhaus album) című angol Wikipédia-szócikk ezen változatának fordításán alapul.  Az eredeti cikk szerkesztőit annak laptörténete sorolja fel. Ez a jelzés csupán a megfogalmazás eredetét és a szerzői jogokat jelzi, nem szolgál a cikkben szereplő információk forrásmegjelöléseként.